# Anne-Marie Slaughter
Pour les articles homonymes, voir Slaughter.
Anne-Marie Slaughter, née le 27 septembre 1958 à Charlottesville en Virginie d'un père américain et d'une mère belge, est une universitaire et ancienne haute fonctionnaire américaine. Formée en droit et en sciences politiques, elle est professeur de relations internationales à l'université de Princeton, et dirige l'institut de réflexion New America (en). Elle a été directrice de la planification politique du département d'État des États-Unis de 2009 à 2011, lors du premier mandat présidentiel de Barack Obama.

## Carrière académique
En 2013, elle est nommée présidente-directrice générale du laboratoire d'idées New America (en), proche notamment du groupe Alphabet (holding de Google),.

## Carrière politique
En 2009, Anne-Marie Slaughter est nommée directrice de la planification politique (prospective) du département d'État des États-Unis, travaillant directement sous la direction de la secrétaire d'État Hillary Clinton, lors du premier mandat présidentiel de Barack Obama. Elle est la première femme à occuper ce poste. Elle quitte ses fonctions en 2011, et publie un article très discuté où elle affirme avoir fait ce choix pour avoir plus de temps pour s'occuper de ses enfants adolescents, et argue que les femmes font toujours face aux États-Unis à des difficultés insolvables pour concilier travail et vie de famille ,,. Elle publie en 2015 un livre dédié à cette thématique, Unfinished Business: Women Men Work Family (en) (en français : Un travail inachevé: femmes, hommes, travail, famille).

## Vie privée
Elle est mariée avec Andrew Moravcsik, également professeur de relations internationales à l'université de Princeton ; le couple a deux enfants.[réf. nécessaire]

## Distinctions
- Docteur honoris causa de l'université libre d'Amsterdam (2020)[8]

## Publications
- Slaughter, A.-M., The Chessboard and the Web: Strategies of Connection in a Networked World, Yale University Press, 2017
- G. John Ikenberry (en), Thomas J. Knock, Anne-Marie Slaughter & Tony Smith, The Crisis of American Foreign Policy: Wilsonianism in the Twenty-first Century, Princeton University Press, 2008.
- Slaughter, A.-M., A. Moravcsik, W.A. Burke-White. 2005. Liberal Theory of International Law. New York: Oxford University Press, forthcoming.
- Slaughter, A.-M. 2004. A New World Order: Government Networks and the Disaggregated State. Princeton: Princeton University Press.
- Goldstein, J., M. Kahler, R.O. Keohane, and A.-M. Slaughter, eds. 2000. Legalization and world politics: A special issue of international organization. International Organization, 54.
- Ratner, S.R., and A.-M. Slaughter, eds. 1999. Symposium on method in international law: A special issue of the American Journal of International Law. American Journal of International Law, 93.
- Slaughter, A.-M., A. Stone Sweet, and J.H.H. Weiler, eds. 1997. The European Courts and National Courts: Doctrine and Jurisprudence. Oxford: Hart Publishing.
- Slaughter, A.-M. 2000. International Law and International Relations Theory: Millennial Lectures. Hague Academy of International Law, Summer.
- Slaughter, A.-M., and K. Raustiala. 2001. Considering compliance. In Handbook of International Relations, edited by Walter Carlnaes, Thomas Risse, and Beth Simmons. Thousand Oaks, CA: Sage Publications.